# セルゲイ・シャンバ
セルゲイ・ミロノヴィッチ・シャンバ（Сергей Миронович Шамба、1951年3月15日 - ）は、現在一部の国家から承認されているアブハジア共和国の政治家。同国の首相、外務大臣を歴任した。退役大佐。

## 経歴
アブハズ自治ソビエト社会主義共和国グダウタ市出身。スフミの第10学校で学び、1973年、トビリシ教育大学歴史学部を卒業。1975年まで、スフミ市の「知識」協会の講師を務めた。1975年から1976年まで、ソ連軍に勤務。
1976年からアブハジア言語・文学・歴史大学で働いた。1983年、「古代及び中世アブハジアにおける貨幣の流通」のテーマで歴史科学準博士号を取得。
1990年、社会・政治運動「アイドグィララ」議長となる。1991年から1996年、アブハジア議会代議員となり、科学・文化・教育委員長を務めた。1992年から1993年のグルジア・アブハジア紛争時、国防第一次官に就任。1993年10月、大佐の階級で予備役編入。1996年3月、アブハジア文化財団総裁に任命。
1997年5月、外務相。1998年、エレバン考古学大学で、「考古学と古銭学のデータによる古代及び中世アブハジアの政治、社会・経済及び文化の状態」のテーマで歴史科学博士号を取得した。2004年6月、外務相を退任。
2004年8月から9月、「統一アブハジア」の推薦により、大統領選に立候補。選挙直前、アブハジア社会民主党を創設した。選挙では、9.92％を得票し、第3位を占めた。
2004年12月、セルゲイ・バガプシュ大統領は、シャンバを外務大臣に任命した。2006年5月、紛争解決のため、グルジア大統領ミヘイル・サアカシュヴィリと会談した。
2008年8月の南オセチア紛争後、アブハジアは、ロシア連邦により独立を承認された。同年10月、シャンバは、ジュネーヴ和平交渉のアブハジア代表団を率いた。
2010年2月13日、副大統領となったアレクサンドル・アンクヴァブに代わり、首相に就任。2011年9月27日、首相を辞任。

## パーソナル
妻帯、1男1女を有する。
歴史科学博士。4冊の本の著者。アブハズ語、ロシア語、英語、フランス語を話す。アブハジア格闘技協会会長。